# Believe (Girlschool)
Believe è il decimo album in studio del gruppo heavy metal britannico Girlschool. È il primo album in cui suona la chitarrista Jackie Chambers, con la band dal 2000. Fu ristampato nel 2008 in edizione limitata, venduta tramite il loro sito web e ai concerti, con l'aggiunta del DVD Around the World, contenente filmati di concerti del 2004-2005.

## Tracce
1. Come On Up – 3:40 (E. Williams, J. Chambers)
2. Let's Get Hard – 3:39 (J. Chambers, K. McAuliffe, E. Williams)
3. Crazy – 5:37 (E. Williams, J. Chambers)
4. We All Love to (Rock 'n' Roll) – 3:22 (J. Chambers, E. Williams, K. McAuliffe)
5. Secret – 3:45 (J. Chambers, K. McAuliffe)
6. New Beginning – 3:32 (J. Chambers, K. McAuliffe)
7. C'mon – 3:19 (J. Chambers, E. Williams, K. McAuliffe)
8. Never Say Never – 3:24 (E. Williams, J. Chambers)
9. You Say – 3:20 (J. Chambers, K. McAuliffe)
10. Feel Good – 2:42 (J. Chambers, K. McAuliffe, E. Williams)
11. Hold On Tight – 3:51 (J. Chambers, K. McAuliffe, E. Williams)
12. Yes Means Yes – 2:39 (E. Williams, J. Chambers)
13. We All Have to Choose – 3:11 (J. Chambers, K. McAuliffe)
14. Play Around (bonus track) – 3:36 (K. McAuliffe, J. Chambers, E. Williams, D. Dufort)
15. Passion (bonus track) – 3:05 (E. Williams, J. Chambers, K. McAuliffe, D. Dufort)

## Contenuti del DVD
1. Come On Up, videoclip
2. Girlschool Around the World
3. Interview with Radio Northampton
4. Photogallery
5. Jackie's Birthday

## Formazione
- Kim McAuliffe – chitarra ritmica, voce nelle tracce 2, 4, 5, 6, 9, 10, 11, 13, 14, cori
- Enid Williams – basso, voce nelle tracce 1, 3, 7, 8, 12, 15, cori
- Jackie Chambers – chitarra solista, cori
- Denise Dufort – batteria